# Romolo Murri
Cet article concerne l'homme politique italien. Pour Le condiment murri, voir Murri. Pour autres homonymes, voir Murri (homonymie).
Romolo Murri  (né le 27 août 1870 à Monte San Pietrangeli et mort le 12 mars 1944 à Rome) est un prêtre et un théologien catholique ainsi qu'un homme politique, journaliste et écrivain italien qui est l'un des fondateurs de la Démocratie chrétienne italienne avec Giuseppe Toniolo.

## Biographie
Ordonné prêtre en 1892, il est influencé au cours de ses études de lettres par le penseur socialiste Antonio Labriola. Il influence lui-même fortement la politique italienne par ses idées sociales, prônant une amélioration de la relation entre l'Église catholique et l'État, fondant un puissant mouvement chrétien notamment au travers de ses revues Vita Nuova et  Cultura sociale. Outre une réforme de l'État, Murri en appelle également à un renouveau démocratique interne à  l'Église et entre progressivement en conflit avec le magistère.
Ainsi il imprime à l'Œuvre des Congrès, mouvement catholique italien créée en 1874 pour rassembler les forces catholiques à la suite de la suppression des États pontificaux, une tendance démocrate, proposant aux jeunes de ce mouvement le projet de Démocratie chrétienne  au travers des Cercles Universitaires qu'il a créés. Les idées de Murri, qui prône une plus grande place accordée aux laïcs dans l'Église ainsi que son adaptation à la modernité afin de pouvoir encore compter dans la société, se voient assimilées au modernisme et occasionnent la dissolution de l'Œuvre par le pape Pie X en 1905.
Murri fonde la Ligue démocratique nationale et, à la suite de son élection en tant que député démocrate chrétien, il est excommunié en 1909 et se marie en 1912. Il sera réhabilité par Pie XII en 1943.

## Sources
- (de) Marion Wagner, « Romolo Murri », dans Biographisch-Bibliographisches Kirchenlexikon (BBKL), vol. 6, Herzberg, 1993 (ISBN 3-88309-044-1, lire en ligne), colonnes 369-370